# 法斯蒂夫區

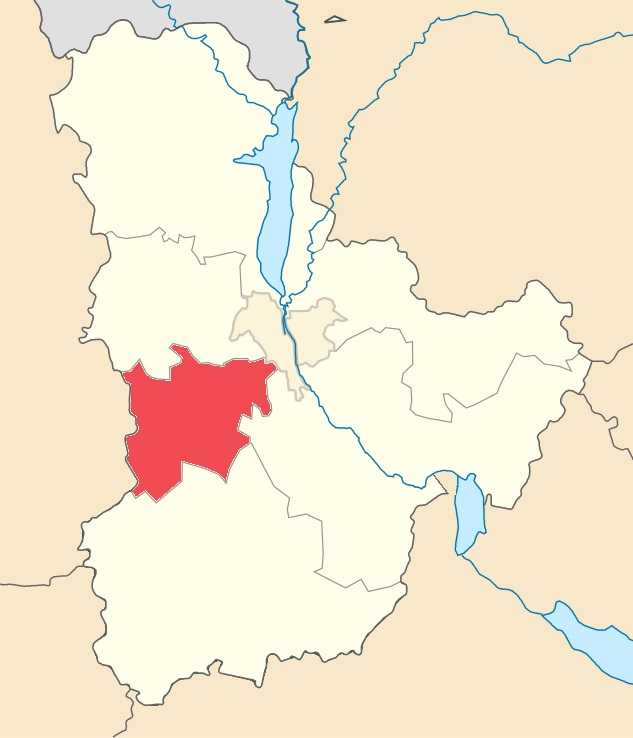
2020年改革后法斯蒂夫區在基辅州的位置

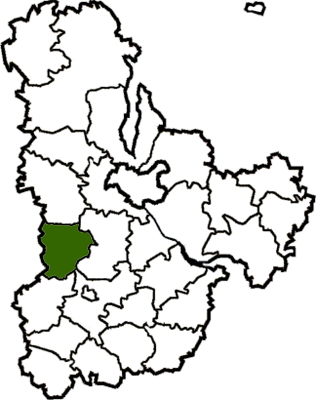
2020年改革前法斯蒂夫區在基辅州的位置

法斯蒂夫區（烏克蘭語：Фастівський район），是烏克蘭基輔州的一個區，行政中心設於法斯蒂夫，面積为1,761.2平方公里，2020年人口数量为182,598人。
2020年7月18日乌克兰施行了行政区划改革，基辅州的区份数量减至7个，法斯蒂夫區的面积扩大了一些。改革前法斯蒂夫區的面积为896.25平方公里，2020年人口数量约为30,331人。

## 行政區劃
法斯蒂夫區下分為9個市鎮：
- 法斯蒂夫市鎮（烏克蘭語：Фастівська міська громада） (市級，行政中心：法斯蒂夫)
- 博亞爾卡市鎮（烏克蘭語：Боярська міська громада） (市級，行政中心：博亞爾卡)
- 赫萊瓦哈市鎮（烏克蘭語：Глевахівська селищна громада） (鎮級，行政中心：赫萊瓦哈)
- 卡利尼夫卡市鎮（烏克蘭語：Калинівська селищна громада (Фастівський район)） (鎮級，行政中心：卡利尼夫卡)
- 科然卡市鎮（烏克蘭語：Кожанська селищна громада） (鎮級，行政中心：科然卡)
- 恰巴內市鎮（烏克蘭語：Чабанівська селищна громада） (鎮級，行政中心：恰巴内)
- 貝希夫市鎮（烏克蘭語：Бишівська сільська громада） (村級，行政中心：贝希夫)
- 哈特內市鎮（烏克蘭語：Гатненська сільська громада） (村級，行政中心：哈特内)
- 托馬希夫卡市鎮（烏克蘭語：Томашівська сільська громада） (村級，行政中心：托馬希夫卡)